# Алдонова киселина
Алдонова киселина е такава киселина член на семейството на захарните киселини, която е получена от окислението на алдехидната функционална група на алдозата, при което се е получила карбоксилна група. Общата формула на този вид киселини е HOOC-(CHOH)n-CH2OH. Окислението на крайната хидроксилна група вместо алдехидната води до получаването на уронова киселина, докато окислението и на двете крайни групи до алдарова киселина.
Алдоновите киселини се получават предимно при окисленито на монозахариди с бром. Те обикновено се намират в своята лактонна форма, с цикличната структура по същество еднаква на хемиацеталната на изходния монозахарид, в която той се намира обичайно. Все пак за разлика от хемиацеталите лактоните нямат хирален аномерен въглероден атом и не образуват гликозидна връзка.
Алдоновите киселини се откриват в множество биологични системи. Те са продукти на окислението на алдозите с разтвор на Фелинг. Техните лактони са ключови междинни съединения при синтеза на захари по Kiliani-Fischer.
Наименованието на алдоновите киселини и техните лактони се получава от това на съответните монозахариди като наставката „-оза“ се замества с „-онова киселина“ или „-онолактон“ съответно (например глюкозата се окислява до глюконова киселина и глюконолактон.

## Представители
- Глицеринова киселина (3C)
- Ксилонова киселина (5C)
- Глюконова киселина (6C)
- Аскорбинова киселина, (Витамин С) (6C)